# Ikorodu City Football Club
Actualités
Ikorodu City Football Club est un club de football nigerian basé à Ikorodu et fondé en janvier 2022. Le club évolue en Nigerian Premier League depuis 2024 après trois saisons dans les divisions inférieures.

## Histoire
Ikorodu City a été fondée en janvier 2022 et a jouer en Nationale League pendant trois saisons. Le club a été promu en NPFL après s'être qualifié pour les éliminatoires de la NNL en 2024. Ikorodu City est partenaire avec la plateforme BetKing. 
À l’issue de la saison 2024-2025, Ikorodu City finit à la quatrième place lors de sa première saison dans l’élite du football nigérian. 

## Stade
Les matchs à domicile d'Ikorodu City se déroulent au Onikan Stadium doté d'une capacité de 10 000 places. Le stade est utilisé par la plupart des clubs de football de la région de Lagos,.

## Académie
Le club dispose  d'une académie de football.